# Сенотов, Георгий Петрович
Гео́ргий Петро́вич Сено́тов (1924—2004) — советский оператор, фронтовой кинооператор, заслуженный деятель искусств РСФСР (1988).

## Биография
Родился в Ленинграде в семье служащих. Война застала его ассистентом оператора Ленинградской студии кинохроники, был призван в РККА в 1941 году. С апреля 1942 года — ассистент оператора А. Назарова на Центральной объединённой киностудии, с сентября 1942-го работал с оператором А. Богоровым на Волховском фронте. В период с июня 1943 по июль 1945 — фронтовой оператор в киногруппах Ленинградского, Карельского, 1-го Прибалтийского и 1-го Белорусского фронтов. В апреле 1945 года получил контузию.
С сентября 1945 по июль 1947 вновь на Ленинградской студии кинохроники, поступил на операторский факультет ВГИКа, который окончил в 1952 году. По окончании стал работать оператором комбинированных съёмок на «Ленфильме». Один из авторов книги «Комбинированные киносъёмки».
Член Союза кинематографистов СССР (Ленинградское отделение) с 1964 года.
Скончался 5 января 2004 года в Москве.

## Фильмография
- 1944 — Восьмой удар (в соавторстве)
- 1944 — К вопросу о перемирии с Финляндией (в соавторстве)
- 1945 — Берлин (в соавторстве)
- 1961 — Мишель и Мишутка (совместно с А. Завьяловым)

Комбинированные съёмки
- 1956 — Солдаты
- 1957 — На острове Дальнем…
- 1957 — На переломе
- 1958 — В дни Октября
- 1958 — День первый
- 1958 — Последний дюйм
- 1959 — Чолпон — утренняя зведа (фильм-балет)
- 1960 — Гущак из Рио-де-Жанейро
- 1960 — Мост перенести нельзя
- 1961 — Барьер неизвестности
- 1963 — Каин XVIII
- 1963 — Улица Ньютона, дом 1
- 1964 — Гамлет
- 1964 — Зайчик
- 1964 — Когда песня не кончается
- 1965 — Третья молодость (СССР — Франция)
- 1966 — Долгая счастливая жизнь
- 1966 — Начальник Чукотки
- 1968 — Лебединое озеро
- 1968 — Старая, старая сказка
- 1971 — Гойя, или Тяжкий путь познания
- 1971 — Тень
- 1971 — Чёрные сухари (СССР — ГДР)
- 1972 — Табачный капитан
- 1974 — Блокада (фильмы 1 и 2)
- 1976 — Синяя птица (СССР — США)
- 1977 — Блокада (фильмы 3 и 4)
- 1979 — Соловей
- 1980 — Сицилианская защита
- 1981 — Товарищ Иннокентий
- 1982 — Ослиная шкура
- 1983 — Требуются мужчины
- 1984 — И вот пришёл Бумбо…
- 1984 — Челюскинцы
- 1986 — Левша
- 1986 — Фуэте
- 1987 — Сказка про влюблённого маляра
- 1988 — Трудно первые сто лет

## Награды и звания
- медаль «За оборону Ленинграда»[5];
- орден Отечественной войны I степени (16 мая 1945)[6];
- медаль «За победу над Германией в Великой Отечественной войне 1941—1945 гг.»[5];
- медаль «За доблестный труд в Великой Отечественной войне 1941—1945 гг.»[5];
- орден Отечественной войны II степени (6 апреля 1985);
- заслуженный деятель искусств РСФСР (20 июля 1988)[5];
- 9 медалей СССР[5].